# جون إس. ديفيز
جون إس. ديفيز (بالإنجليزية: John S. Davies)‏ هو سياسي أمريكي، ولد في 4 سبتمبر 1926 في الولايات المتحدة، وتوفي في 29 مارس 2010 في ريدينغ في الولايات المتحدة. حزبياً، نشط في الحزب الجمهوري. وقد انتخب عضو مجلس نواب بنسيلفانيا.